# Tilga (Elva)
Tilga est une localité de la commune d'Elva, en Estonie.
Au 31 décembre 2011, il compte 106 habitants.